# Gérce
Gérce es un pueblo ubicado en el distrito de Sárvár, en el condado de Vas, Hungría.

## Superficie
Posee una superficie de 18,30 kilómetros cuadrados.

## Demografía
Hasta 2019 la población era de 1199 habitantes, con una densidad de población de 65,52 habitantes por kilómetro cuadrado.